# Fucked Up
Fucked Up est un groupe canadien de punk rock, originaire de Toronto, en Ontario. Le groupe est formé en 2001 et comprend les guitaristes Mike Haliechuk et Josh Zucker, le bassiste Sandy Miranda, le chanteur Damian Abraham et le batteur Jonah Falco. De 2007 à 2021, le groupe avait également en son sein le guitariste et chanteur Ben Cook.
En date, le groupe compte six albums studio et nombreux EP, singles, et collaborations. Ils remportent en 2009 le Prix de musique Polaris pour leur deuxième album, The Chemistry of Common Life.

## Discographie

### Albums studio
- 2006 : Hidden World
- 2008 :  The Chemistry of Common Life
- 2011 : David Comes to Life
- 2014 : Glass Boys (Matador Records)
- 2016 : Zanzibar (Fucked Up Records)
- 2018 : Dose Your Dreams (Fucked Up Records)
- 2021 : Year of the Horse (Fucked Up Records)
- 2023 : One Day (Fucked Up Records)
- 2024 : Another Day (Fucked Up Records)

### Compilations
- 2007 : Epics in Minutes (Deranged Records)
- 2010 : Couple Tracks: Singles 2002-2009 (Matador Records)

### Bandes-son
- 2016 : Zanzibar (BOF du film muet West of Zanzibar -1928-) (Fucked Up Records)